# Malovice
Malovice (deutsch Großmalowitz) ist eine Gemeinde mit 640 Einwohnern in Tschechien. Sie liegt fünf Kilometer nordöstlich der Stadt Netolice und gehört dem Okres Prachatice an. Durch Malovice, das in einer Höhe von 411 m ü. M. gelegen ist, verläuft die Eisenbahnnebenstrecke von Zliv nach Netolice.

## Geographie

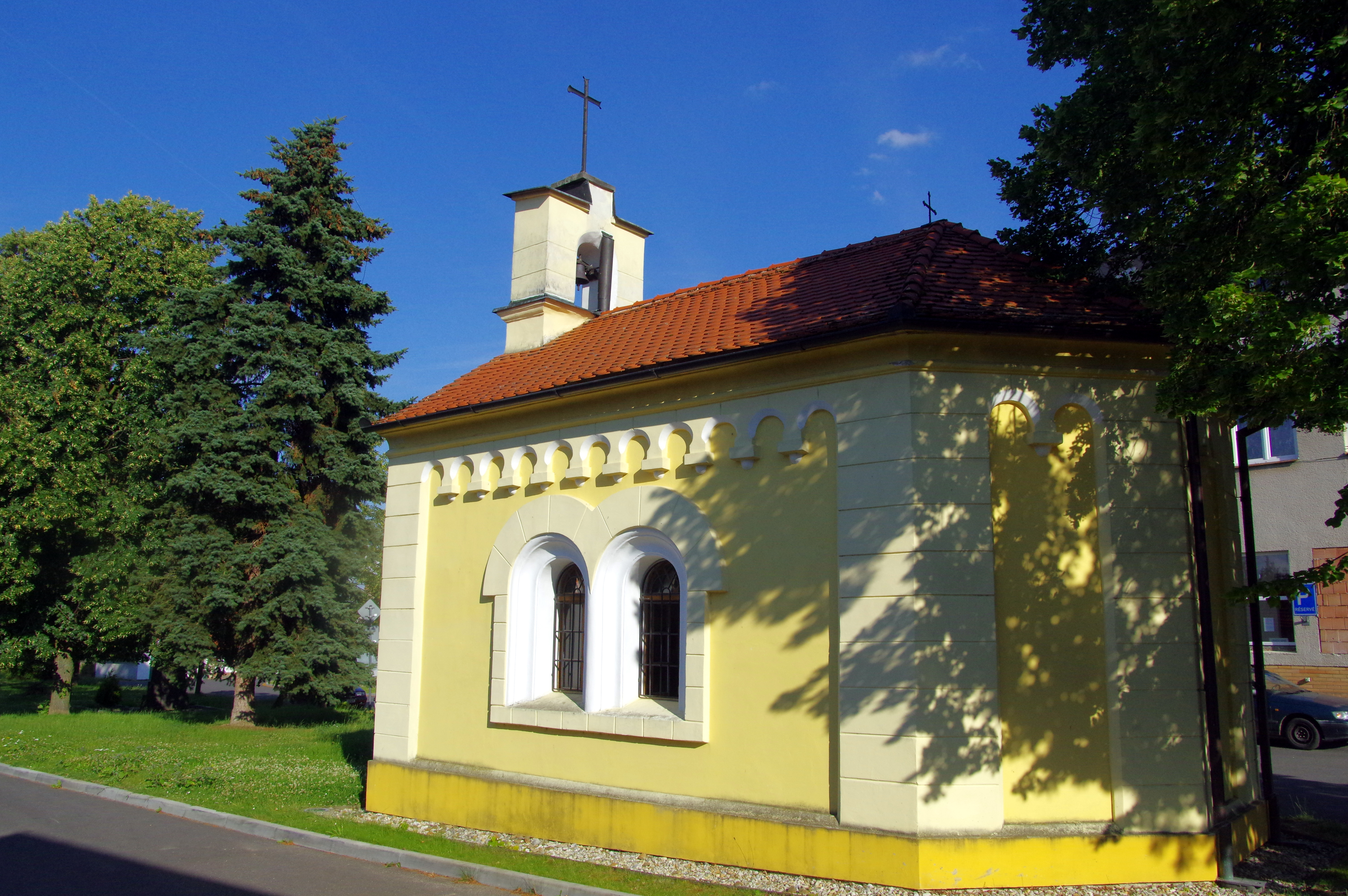
Kapelle am Dorfplatz

### Gemeindegliederung
Die Gemeinde Malovice besteht aus den Ortsteilen Holečkov (Holetschkow), Hradiště (Hradischt), Krtely (Kirtel), Malovice (Großmalowitz), Malovičky (Kleinmalowitz) und Podeřiště (Poderischt). Zu Malovice gehören außerdem die Wohnplätze Borská hájovna, Rábín (Rabin), Setuň (Thiergarten) und U Kohoutů.  Grundsiedlungseinheiten sind Holečkov, Hradiště, Krtely, Malovice, Malovičky, Podeřiště und Setuň.
Das Gemeindegebiet gliedert sich in die Katastralbezirke Krtely, Malovice u Netolic, Malovičky und Podeřiště.

### Nachbargemeinden
| Truskovice              | Libějovice                                  | Dříteň  |
| Strunkovice nad Blanicí | Kompassrose, die auf Nachbargemeinden zeigt | Dívčice |
|                         | Netolice, Olšovice                          | Sedlec  |

## Wirtschaft
Malovice sollte ehemals Standort eines Kernkraftwerks werden. Aufgrund besserer Anbindungen wurde der Standort Temelín später bevorzugt, obwohl für den Standort Malovice bereits die Verträge mit der Sowjetunion unterzeichnet wurden.

## Geschichte
Das 1315 erstmals erwähnte Dorf in der Teichlandschaft nordwestlich von Budweis zeichnet sich durch zahlreiche urtümliche Gehöfte im Stile des südböhmischen Bauernbarock aus. In Rábín befand sich im 19. Jahrhundert eine Landwirtschaftsschule.

## Persönlichkeiten
- Franz Horsky war von 1850 bis 1857 Direktor der Landwirtschaftsschule Rábín.